# Jaroslav Liška (pilot)
Plk. Jaroslav Liška (6. ledna 1917 Roškopov – 15. září 2008) byl český pilot a radiotelegrafista sloužící v Royal Air Force a United States Army Air Forces během druhé světové války.

## Život

### Před druhou světovou válkou
Jaroslav Liška se narodil 6. ledna 1917 v Roškopově na Novopacku. Velmi záhy přišel o oba rodiče, otec padl pouhé čtyři dny po jeho narození na italské frontě, matka zemřela, když mu byly tři roky. Vyrůstal u tety v Horní Nové Vsi, kde rovněž vychodil pět let obecné školy. Následně navštěvoval jeden rok měšťanské školy v Lázních Bělohradu a studoval na klasickém gymnáziu v Hradci Králové. Poté nastoupil na důstojnickou školu tamtéž. Velkým vzorem pro něj byl jeho starší bratr Bohumil, který ho přivedl k létání.

### Druhá světová válka
Po německé okupaci v březnu 1939 opustil Jaroslav Liška i jeho starší bratr Bohumil Protektorát Čechy a Morava. Jaroslav se přes Polsko dostal do Francie, kde se stal příslušníkem cizinecké legie. Po napadení Francie Německem v roce 1940 se bojů nezúčastnil, až do pádu Francie se účastnil výcviku v bombardovacím letectvu v Tours. Poté se přesunul do Velké Británie, kde se v roce 1940 stal příslušníkem 311. československé bombardovací perutě RAF. I přesto, že měl kvalifikaci pilota, sloužil pro nedostatek personálu celou válku jako radiotelegrafista. Svůj první předepsaný turnus ukončil v červenci 1941, následně sloužil u dálkového dopravního letectva, v jehož službách vykonal několik přeletů Atlantského oceánu, přičemž se stal dne 16. dubna 1942 prvním příslušníkem československého letectva, který takový přelet uskutečnil. Poté se vrátil k 311. peruti a sloužil při hlídkování proti německým ponorkám v Biskajském zálivu. Po ukončení této služby přešel k americké osmé letecké armádě, v rámci které vykonal další bombardovací mise na německé území. Asi deset náletů zde absolvoval se svým bratrem Bohumilem.

### Po druhé světové válce
Po návratu do Československa na podzim 1945 působil Jaroslav Liška na letišti v Hradci Králové, kde byl jeho bratr Bohumil velitelem. Brzy si povšiml, že ve vztahu osvobozené republiky k západním letcům není něco v pořádku. Již v roce 1946 se s manželkou vrátil do Velké Británie a přijal její občanství, do roku 1948 se ale na území Československa vracel, mj. když pracoval u importu českého ovoce od firmy Šnajdr. Poté pracoval jako úředník a obchodník (založil obchodní firmu Lexim). Žil ve vesnici Chopperfield. Zemřel 15. září 2008. V roce 2010 byla urna s jeho ostatky převezena zpět do Česka a uložena na hřbitově ve Staré Pace, čímž bylo vyplněno jeho přání.

## Rodina
Jaroslav Liška se ve Velké Británii během války oženil. S manželkou Rose Mary měl jednu dceru Annu Marii a syny Stevena a Richarda. Jeho starší bratr Bohumil byl vězněn komunistickým režimem na Mírově. Pohřben je rovněž ve Staré Pace stejně jako rodiče bratrů Liškových.

## Ocenění

### Vyznamenání
- 4x Československý válečný kříž 1939
- 2x Československá medaile Za chrabrost před nepřítelem
- Československá medaile za zásluhy I. st.
- Pamětní medaile československé armády v zahraničí
- Hvězda 1939–1945
- Evropská hvězda leteckých posádek
- Hvězda Atlantiku
- Medaile za obranu (Spojené království)
- Válečná medaile 1939–1945

### Posmrtná ocenění
- V roce 2010 byla v Horní Nové Vsi u Lázní Bělohrad odhalena Jaroslavu Liškovi pamětní deska[1][2]